# Anisopodus humeralis
Anisopodus humeralis är en skalbaggsart som beskrevs av Bates 1863. Anisopodus humeralis ingår i släktet Anisopodus och familjen långhorningar.
Artens utbredningsområde är:
- Costa Rica.
- Panama.

Inga underarter finns listade i Catalogue of Life.